# Capcom's Gold Medal Challenge '92
Capcom's Gold Medal Challenge '92 är ett TV-spel från 1992 av Capcom, löst baserat på olympiska sommarspelen i Barcelona i Spanien.

## Tävlingar
- 100 meter löpning (friidrott)
- 200 meter löpning (friidrott)
- 400 meter löpning (friidrott)
- 4 x 100 meter löpning (friidrott)
- tyngdlyftning
- Längdhopp (friidrott)
- Trestegshopp (friidrott)
- Höjdhopp (friidrott)
- Kulstötning (friidrott)
- Spjutkastning (friidrott)
- 110 meter häck (friidrott)
- hopp (gymnastik)
- 100 meter ryggsim (simning)
- 100 meter bröstsim (simning)
- 100 meter fjäril (simning)
- 100 meter fristil (simning)
- 200 meter individuellt medley (simning)
- Maratonlöpning

## Landslag
Man kan välja mellan 12 olika länder att representera.
- USA
- Kina
- Storbritannien
- Tyskland
- Bulgarien
- Spanien
- OSS
- Kanada
- Frankrike
- Rumänien
- Ungern
- Japan

### Fotnoter
1. 1 2  ”Capcom's Gold Medal Challenge '92”. NES DB. 20 mars 1992. Arkiverad från originalet den 23 april 2014. https://web.archive.org/web/20140423022401/http://www.nesdb.se/game_more.php?id=596&rid=1. Läst 21 april 2014.